# Bistum Palmeira dos Índios
Das Bistum Palmeira dos Índios (lat.: Dioecesis Palmiriensis Indorum) ist eine in Brasilien gelegene römisch-katholische Diözese mit Sitz in Palmeira dos Índios im Bundesstaat Alagoas. 

## Geschichte
Das Bistum Palmeira dos Índios wurde am 10. Februar 1962 durch Papst Johannes XXIII. aus Gebietsabtretungen des Erzbistums Maceió und des Bistums Penedo errichtet. Es wurde dem Erzbistum Maceió als Suffraganbistum unterstellt. 

## Bischöfe von Palmeira dos Índios
- Otávio Barbosa Aguiar, 1962–1978
- Epaminondas José de Araújo, 1978–1984
- Fernando Iório Rodrigues, 1985–2006
- Dulcênio Fontes de Matos, 2006–2017, dann Bischof von Campina Grande
- Manoel de Oliveira Soares Filho seit 2018